# Holconia hirsuta
Holconia hirsuta là một loài nhện trong họ Sparassidae.
Loài này thuộc chi Holconia. Holconia hirsuta được Ludwig Carl Christian Koch miêu tả năm 1875.